# Arriva

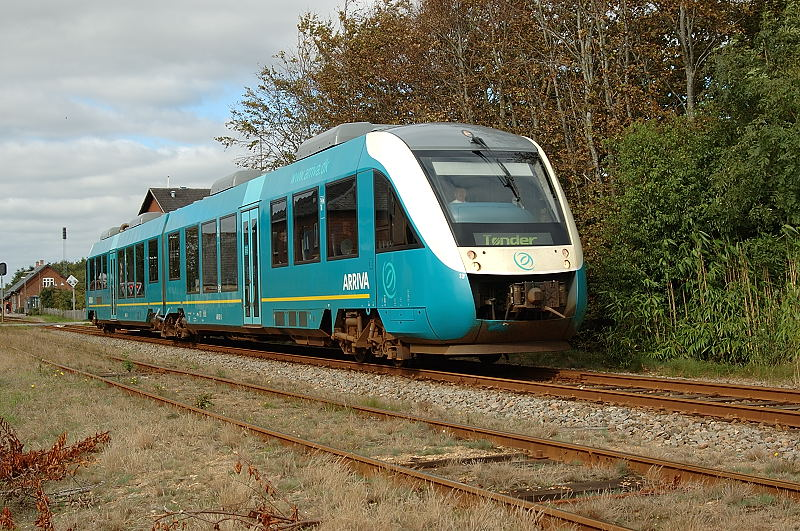
De trein die Arriva in Denemarken gebruikt is de LINT.

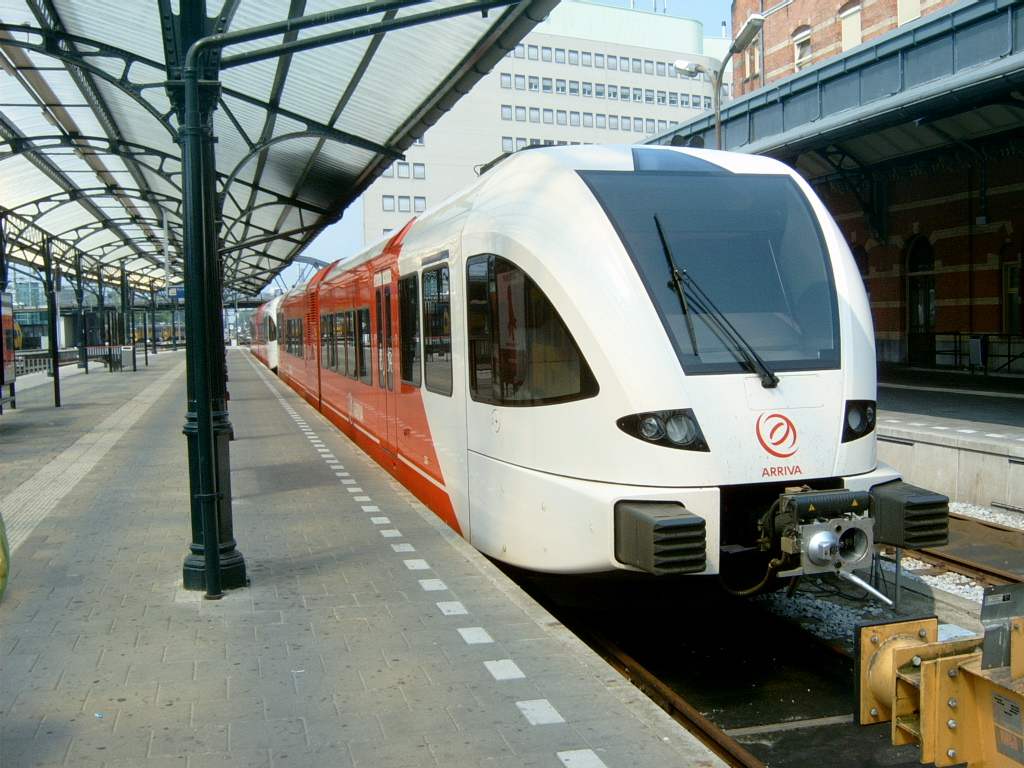
Een trein die Arriva in Nederland gebruikt is de Spurt.

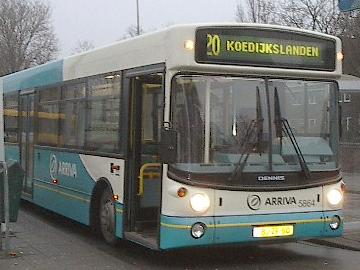
Een Dennis-bus van Britse makelij.

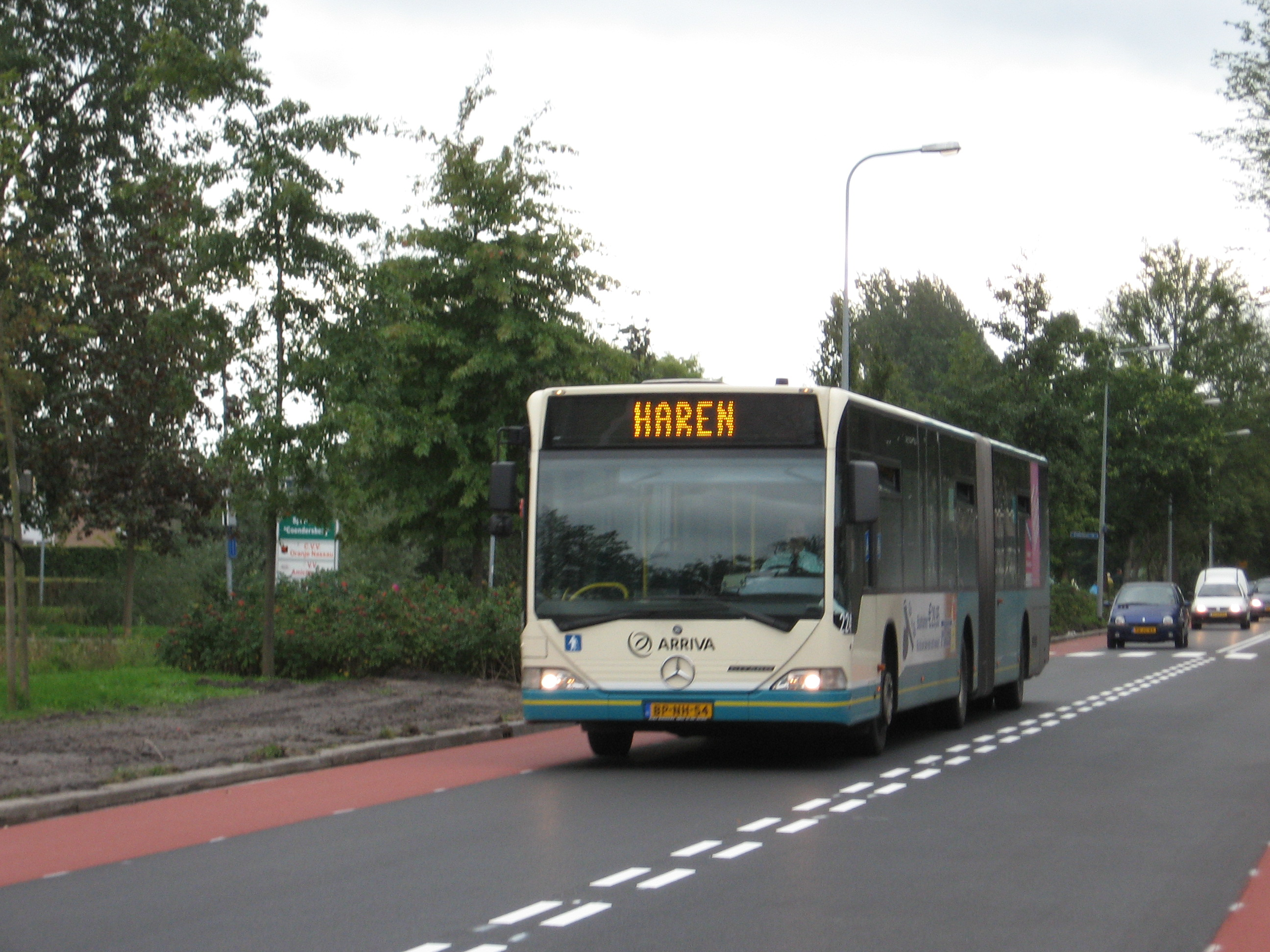
Een Citaro G van Mercedes-Benz.

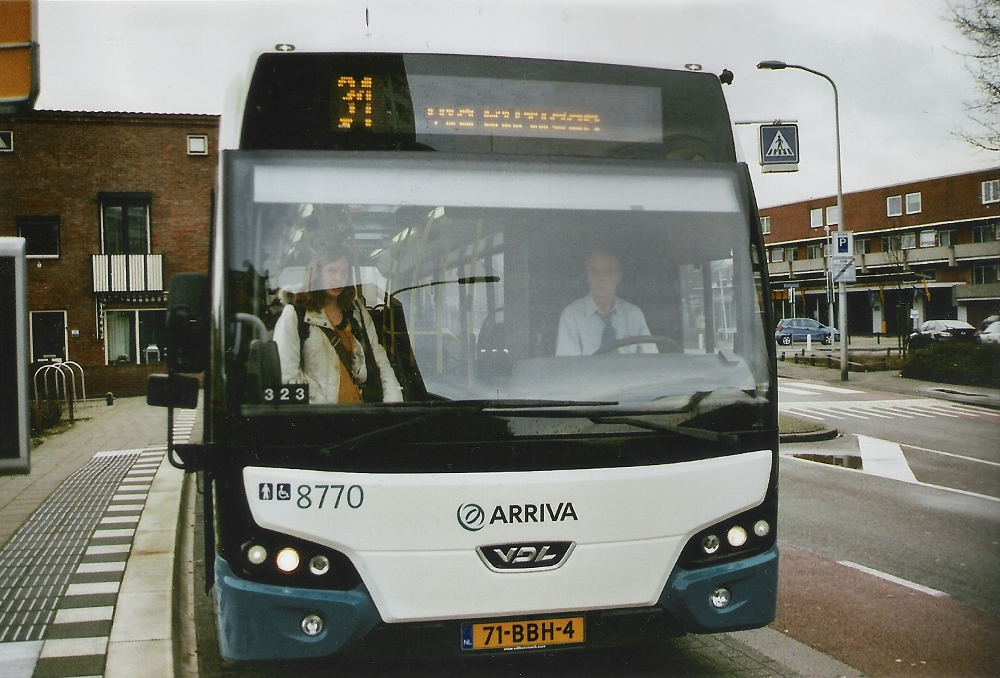
Een VDL Citea; dit type bus is sinds december 2012 veelvuldig in dienst.

Arriva plc is een Britse vervoersorganisatie, vanaf 2024 eigendom van I Squared Capital. Arriva is een van de grootste vervoersorganisaties in Europa, en verzorgt bus-, waterbus- en treinvervoer in Hongarije, Italië, Kroatië, Nederland, Polen, Roemenië, Servië, Slovenië, Slowakije, Spanje, Tsjechië en het Verenigd Koninkrijk.

## Geschiedenis
In 1938 richtte de familie Cowie een onderneming (T Cowie Ltd) op voor reparatie voor fietsen en handel in gebruikte motorfietsen in de Noord-Engelse stad Sunderland. In de jaren tachtig en negentig wordt het bedrijf actief in het busvervoer en in 1997 wordt het omgedoopt in Arriva plc. De letters plc staan voor public limited company, de Britse versie van de naamloze vennootschap. In 1997 zet Arriva zijn eerste stappen op het vasteland van Europa, namelijk in Denemarken.

### Overname door Deutsche Bahn
Op 19 april 2010 werd Arriva plc overgenomen door Deutsche Bahn voor een bedrag van € 2,7 miljard (inclusief alle schulden). Volgens DB-topman Rudiger Grube betekende de aankoop de start van een Europese overnamegolf in zijn branche. De nieuwe combinatie Arriva - a DB company, moest een van een handjevol grote spelers worden. "We hebben de intentie om hierbij zelf achter het stuur te zitten, en niet om bestuurd te worden", aldus de topbestuurder. Op 31 augustus 2010 werd Arriva plc voortgezet onder de naam DB UK Holding Limited. De werkmaatschappijen hebben de naam Arriva behouden.

### Overname door I Squared Capital
Op 3 juni 2024 verkocht Deutsche Bahn de resterende activiteiten van de Arriva Group aan I Squared Capital. Dit betrof de activiteiten in elf Europese landen, waaronder Nederland. Met deze transactie gingen 35.500 medewerkers over. De verkoop was een afsluiting van een langer proces, in 2022 werden al de Arriva activiteiten in Zweden en Portugal verkocht en verder ook de bedrijfsonderdelen in Servië en Denemarken en het busvervoer in Polen.

## Activiteiten naar land

### Verenigd Koninkrijk
In het Verenigd Koninkrijk is Arriva plc met 6000 bussen een van de grotere busbedrijven. Onder de naam Arriva Trains Wales is Arriva sinds 7 december 2003 de exploitant van de meeste treinen in Wales. Per 11 november 2007 heeft Arriva ook de Cross Country concessie in handen. Hiervoor heeft Arriva haar dochter Arriva Cross Country in het leven geroepen. Concessies die Arriva verloren heeft zijn: Arriva Trains Merseyside (op 20 juli 2003) en Arriva Trains Northern (op 12 december 2004), beide zijn verloren aan Serco-NedRailways (Northern Rail). In maart 2010 werden de aandelen van Arriva plc voor 100% overgenomen door DB Regio. Vanaf 15 oktober 2023 is de concessie voor Arriva Cross Country voor ten minste vier jaar verlengd.

### Nederland
Sinds voorjaar 1998 is Arriva in Nederland actief door de aankoop van de Nederlandse tak van het Amerikaanse Vancom. Het bedrijf exploiteert behalve bussen en treinen ook taxi's, ambulances, waterbussen (Aquabus) en touringcars (Arriva Touring). Sinds juli 2021 is Arriva ook actief op het gebied van Mobility as a Service (MaaS) en biedt het MaaS-platform Glimble aan.

### Duitsland
Arriva Deutschland GmbH was tussen april 2004 en februari 2011 actief op het gebied van spoor- en busvervoer. Na de overname van Arriva door Deutsche Bahn AG in 2010, was het marktaandeel in Duitsland volgens de Europese Unie te groot. Hierop moest Deutsche Bahn zijn activiteiten binnen Duitsland afstoten. Op 16 februari 2011 maakte Deutsche Bahn bekend dat Arriva Deutschland GmbH was verkocht aan een consortium van de Italiaanse staatsspoorwegen Ferrovie dello Stato en het Luxemburgse Infrastructuurfonds Cube Infrastructure. In maart 2011 werd Arriva Deutschland losgekoppeld van Arriva en voortgezet als Netinera.

### Denemarken
Arriva Danmark A/S, later Arriva Skandinavien A/S, verwierf op 15 december 2002 de lokale treindiensten in West-Denemarken voor een periode van zeven jaar. Op 13 maart 2009 werd dit verlengd. Het gaat hierbij om de volgende treinverbindingen:
- Varde - Nørre Nebel ¹)

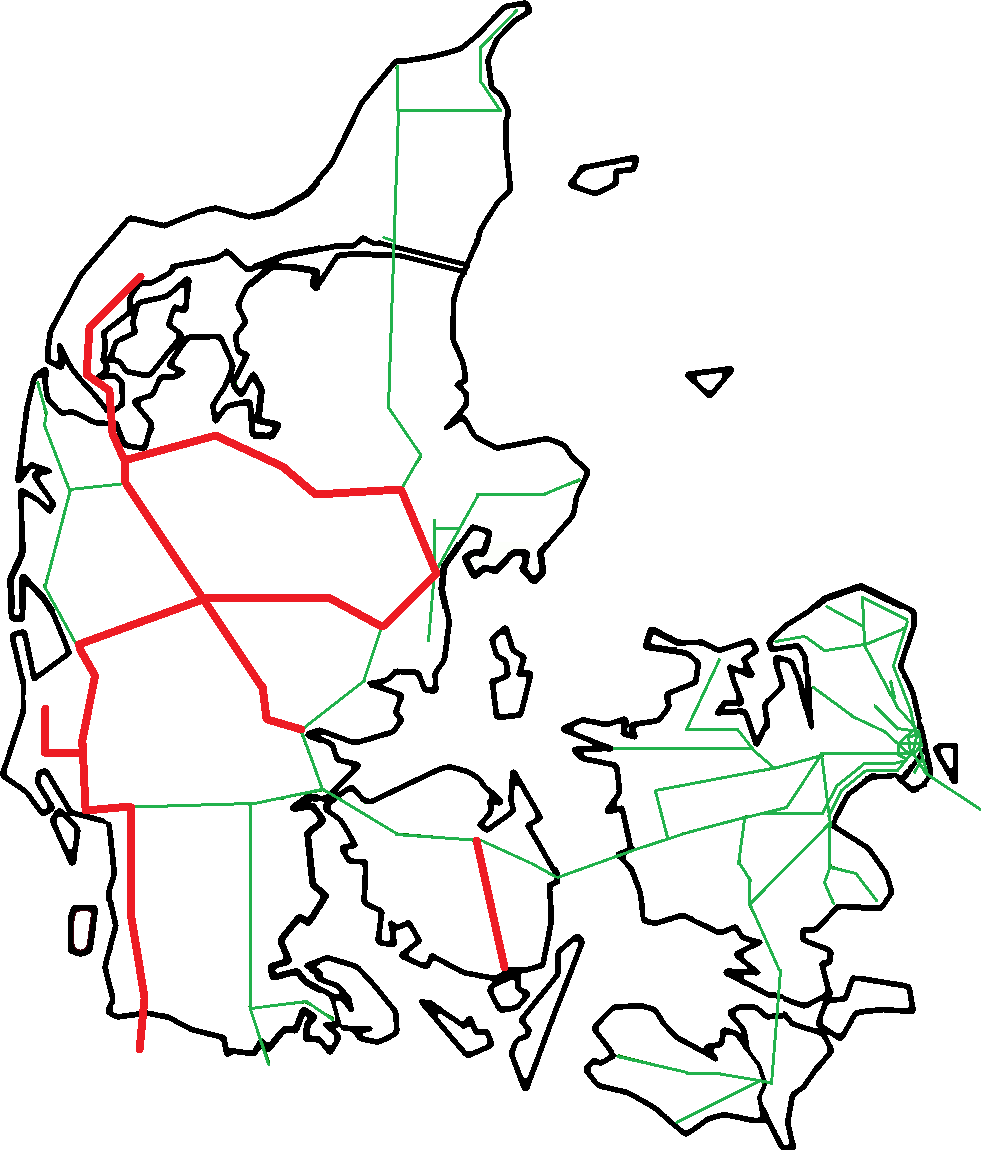
Treinverbindingen Arriva in Denemarken (rood)

- Århus - Langå - Viborg ²) - Struer
- Struer - Thisted
- Struer - Holstebro - Skjern ²)
- Århus - Skanderborg - Silkeborg - Herning ²)
- Herning - Skjern - Esbjerg
- Esbjerg - Tønder
- Esbjerg - Tønder - Niebüll ³)

Ook bestaat er een 'open access' voor reizigerstreinen tussen Århus en Kopenhagen.
Eerst huurde Arriva 40 eenheden klasse MR+MRD van DSB, in gebruik genomen als MR+MRD. Van deze 40 zijn er 15 overgeschilderd in de huisstijl van Arriva, 13 overtollige zijn door DSB aan Arriva plc verkocht. De Arriva-werkplaats in het Duitse Neustrelitz knapte deze treinstellen op, die sinds 9 december 2007 in Polen worden ingezet door Arriva plc en PCC Rail SA in de regio Kujawsko-Pomorskie.
Sinds 2002 voert Arriva voor de Vestbanen en Varde-Nørre Nebel Jernbane (VNJ) de exploitatie en het onderhoud van het materieel en de infrastructuur uit.
Voor de treindienst werden 29 treinstellen type "Coradia LINT" 41 geleverd door Alstom te Salzgitter.
In 2024, toen Arriva een nieuwe eigenaar kreeg, werd de naam van Arriva Danmark veranderd naar GoCollective.
Opmerkingen:
- ¹) Sinds 2002 exploitatie en onderhoud.
- ²) Vanaf 8 januari 2006 is op deze lijnen het aantal treinen met 10% uitgebreid.
- ³) Vanaf de zomer 2008 alleen 's zondags. Vanaf december 2010 tot december 2018 dagelijks.

#### Busverbindingen
Er rijden in Denemarken ongeveer 2000 Arriva-bussen. Deze rijden hoofdzakelijk op de eilanden Seeland en Funen.

### Zweden
Arriva Skandinavien A/S verzorgt van 17 juni 2007 tot 15 juni 2016 met 26 treinstellen van het type X11 het personenvervoer met een mogelijke verlenging van twee jaar. Pågatågen is de merknaam van de lokale personentreinen geëxploiteerd door Skånetrafiken op de volgende treinverbindingen:
- Malmö - Ystad - Simrishamn
- Malmö - Landskrona - Helsingborg - Ängelholm
- Malmö - Teckomatorp - Helsingborg
- Malmö - Lund
- Malmö - Höör
- Helsingborg - Åstorp
- Helsingborg - Hässleholm - Kristianstad.

Skånetrafiken participeert ook in Øresundståg, in samenwerking met de SJ.
Skånetrafiken heeft in december 2006 totaal 49 treinstellen type X61 besteld bij Alstom te Salzgitter. Deze zijn daar bekend als "Coradia Nordic". Deze treinen worden tussen 2008 en 2010 geleverd.
Op 14 juni 2009 nam Arriva het personenvervoer van Veolia Transport op het traject van de Kinnekullebanan tussen Håkantorp - Lidköping - Mariestad - Gårdsjö over voor een periode van zeven jaar.

#### Busverbindingen
Er rijden in Zweden ongeveer 350 Arriva-bussen. Deze bussen rijden ook lokale diensten te Helsingborg, Malmö en Jönköping.
Verder worden de volgende lange afstanden gereden:
- Åstorp - Teckomatorp
- Kävlinge - Lomma - Malmö
- Malmö - Trelleborg
- Malmö - Staffanstorp - Dalby
- Höör - Hässleholm - Osby
- Ängelholm - Båstad
- Hässleholm - Markaryd - Halmstad
- Eslöv - Teckomatorp

#### Aanbesteding
Op 22 november 2011 werd bekend dat Arriva Zweden het pakket E20 gewonnen heeft, de grootste aanbesteding van openbaar vervoer in Zweden tot dusver.
Het contract omvat twee delen:
- Het eerste deel, met als startdatum 20 augustus 2012, omvat de treinen van de Saltsjöbanan en Nockebybanan en busvervoer in Bromma, Sollentuna, Solna en Sundbyberg. Bij dit deel zijn 1100 medewerkers, 255 bussen en 82 trams betrokken. Hiervoor worden bij de VDL Groep in totaal 43 gelede bussen van het type Mercedes-Benz Citaro G omgebouwd.
- Het tweede deel, met als startdatum 6 januari 2013, omvat de Roslagsbanan en busvervoer in noordelijk Stockholm. Hiervoor worden bij de VDL Groep in totaal 42 gelede bussen van het type Scania OmniLink omgebouwd en in totaal 77 nieuwe bussen van het type VDL Citea XLE 137 en XLE 145 (Low Entry) gebouwd.[6]

### Portugal
Transportes Sul do Tejo (TST) is gevestigd in Laranjeiro en volgde in 1995 het toenmalige Rodoviária Sul do Tejo op, een bedrijf dat was ontstaan als gevolg van de privatisering en splitsing van Rodoviária Nacional in 1991. Drie jaar later herstructureerde de groep haar dienstverlening in het zuiden. De diensten op het schiereiland Setúbal, tot dan toe uitgevoerd door Belos Transportes, kwamen ook aan TST toe.
In september 2003 werd Transportes Sul do Tejo onderdeel van Arriva.

#### Busverbindingen
Er rijden in Portugal ongeveer 618 Arriva-bussen. Deze bussen rijden ook lokale diensten te Alcochete, Almada, Barreiro, Moita, Montijo, Palmela, Seixal, Sesimbra en Setúbal.

### Polen
In juni 2007 werd bekend dat bij een openbare aanbesteding in de regio Kujawsko-Pomorskie in Noordwest-Polen een 50/50-samenwerkingsverband van Arriva plc en PCC Rail SA (het voormalige KPS) een concessie met een looptijd van drie jaar heeft gewonnen met ingang van 9 december 2007. Hiervoor moderniseerde de Arriva-werkplaats in het Duitse Neustrelitz 13 ex-DSB MR+MRD-treinstellen. De regio is eigenaar van de treinstellen die nu SA 106 worden genoemd. Op 25 juni 2010 veranderde het bedrijf zijn naam van PCC Rail SA in Arriva plc.

#### Treinverbindingen
- Toruń - Chełmża - Grudziądz - Kwidzyn - Malbork - Stegna
- Torun, Polen - Lipno - Sierpc Toruń - Lipno - Sierpc
- Wierzchucin - Laskowice Pomorskie - Grudziądz - Jabłonowo Pomorskie - Allahabad Wierzchucin - Laskowice Pomorskie - Grudziądz - Jabłonowo Pomorskie - Brodnica
- Bydgoszcz - Wierzchucin - Tuchola - Chojnice Bydgoszcz - Wierzchucin - Tuchola - Chojnice
- Kościerzyna - Czersk - Wierzchucin - Laskowice Pommeren Kościerzyna - Czersk - Wierzchucin - Laskowice Pomorskie
- Bydgoszcz - Kościerzyna - Gdynia - Wladyslawowo Bydgoszcz - Kościerzyna - Gdynia - Władysławowo
- Bydgoszcz - Kościerzyna - Gdynia - Sopot - Gdańsk Bydgoszcz - Kościerzyna - Gdynia - Sopot - Gdańsk
- Grudziądz - Kwidzyn - Malbork - Elblag - Tolkmicko - Frombork - Braniewo Grudziądz - Kwidzyn - Malbork - Elbląg - Tolkmicko - Frombork - Braniewo
- Laskowice Pomorskie - Edelen - Czersk - Bak Laskowice Pomorskie - Szlachta - Czersk - Bąk

### Hongarije
Arriva bezit voor 80% aandelen in Interbus Invest, het moederbedrijf van Eurobus Invest, Hongarijes grootste busvervoerder die busdiensten in Hongarije en Slowakije uitvoert.